# ULTRA POP 1
『ULTRA POP 1』（ウルトラ・ポップ ワン）は、山下久美子のベスト・アルバム。1994年1月26日に東芝EMI / EASTWORLDから、ライヴアルバム『ULTRA POP Limited LIVE』と同時に発売された。

## 概要
1992年に発売された『Sweet-est』以来のリリースとなり、東芝EMI / EASTWORLDから発売された初のベスト・アルバムである。
1986年の『1986』から、1993年の『CENTURY LOVERS』までの楽曲をセレクトし、ボーナス・トラックとしてNHKの『みんなのうた』にてオンエアされた「夢でも逢えるかな」を収録している。
2012年12月12日に、EMIミュージック・ジャパンから『絶対名盤 ベストアルバム』シリーズとして、2014年10月5日に、ユニバーサルミュージックから『BEST THE BEST』シリーズとして再発売された。いずれもフォーマットはSHM-CD仕様である。

## 収録曲
| 全作曲: 布袋寅泰。 |                                         |                        |            |                  |                                |      |
| #                  | タイトル                                | 作詞                   | 作曲・編曲 | 編曲             | 収録作品                       | 時間 |
| 1.                 | 「SINGLE」                              | 竹花いち子・山下久美子 | 布袋寅泰   | 布袋寅泰         | アルバム『1986』               | 3:57 |
| 2.                 | 「Lilith (British Fantasy)」            | 山下久美子             | 布袋寅泰   | 布袋寅泰         | アルバム『POP』                | 4:54 |
| 3.                 | 「MELODY - from Liverpool」             | 山下久美子             | 布袋寅泰   | 布袋寅泰         | ベストアルバム『3 into 1』     | 3:25 |
| 4.                 | 「微笑みのその前で」                    | 山下久美子             | 布袋寅泰   | 布袋寅泰         | アルバム『BABY ALONE』         | 2:54 |
| 5.                 | 「Tonight 〜星の降る夜に」              | 山下久美子             | 布袋寅泰   | 布袋寅泰         | アルバム『JOY FOR U』          | 5:10 |
| 6.                 | 「! BYE BYE」                           | 山下久美子             | 布袋寅泰   | 布袋寅泰・門倉聡 | アルバム『Sleeping Gypsy』     | 4:20 |
| 7.                 | 「真夜中のルーレット」                  | 山下久美子             | 布袋寅泰   | 布袋寅泰・門倉聡 | アルバム『Sleeping Gypsy』     | 4:40 |
| 8.                 | 「いっぱいキスしよう (Single Version)」 | 康珍化                 | 布袋寅泰   | 布袋寅泰・門倉聡 | シングル「いっぱいキスしよう」 | 5:04 |
| 9.                 | 「ごめんね太陽」                        | 森雪之丞               | 布袋寅泰   | 布袋寅泰         | アルバム『CENTURY LOVERS』     | 3:56 |
| 10.                | 「Love glitter」                        | 山下久美子             | 布袋寅泰   | 布袋寅泰         | アルバム『CENTURY LOVERS』     | 4:11 |
| 11.                | 「BABY DON'T CRY」                      | 布袋寅泰               | 布袋寅泰   | 布袋寅泰         | アルバム『CENTURY LOVERS』     | 5:14 |
| 12.                | 「夢でも逢えるかな」(BONUS TRACK)       | 森雪之丞               | 布袋寅泰   | 布袋寅泰         | アルバム初収録                 | 2:42 |
| 合計時間:          | 合計時間:                               | 合計時間:              | 合計時間:  | 合計時間:        | 50:27                          |      |

## 楽曲解説
1. SINGLE
  - 16thシングル。
  - 花王『ピュア』CFイメージソング
2. Lilith (British Fantasy)
  - 18thシングル。
  - タイトル表記はアルバムバージョンである「Lilith (British Fantasy)」となっているが、シングルバージョンでの収録となっている。
3. MELODY - from Liverpool
  - 19thシングル。
4. 微笑みのその前で
  - 20thシングル。
5. Tonight 〜星の降る夜に
  - 21stシングル。
  - フジテレビ系『ウッチャンナンチャンのやるならやらねば!』エンディングテーマ
6. ! BYE BYE
  - 22ndシングル。
  - NISSEKI『レーサー100』CMソング[注 1]
7. 真夜中のルーレット
  - 23rdシングル。
  - 三貴『ブティックJOY』CMソング[注 2]
8. いっぱいキスしよう (Single Version)
  - 24thシングル。シングルバージョンはアルバム初収録。
  - 東芝グループ CM曲
9. ごめんね太陽
  - 25thシングル。
  - フジテレビ系『なるほど!ザ・ワールド』エンディングテーマ
10. Love glitter
  - 25thシングル「ごめんね太陽」のカップリング曲。
  - NTTシンプルコードレス101 TV-CM曲
11. BABY DON'T CRY
  - 26thシングル。
  - JASキャンペーン曲
12. 夢でも逢えるかな (BONUS TRACK)
  - アルバム初収録。
  - NHK『みんなのうた』1993年6月〜7月使用曲